# Barrio de Rancho Viejo
Barrio de Rancho Viejo är en ort i Mexiko, tillhörande Naucalpan de Juárez kommun i delstaten Mexiko. Barrio de Rancho Viejo ligger i den centrala delen av landet och tillhör Mexico Citys storstadsområde. Orten hade 576 invånare vid folkmätningen 2010.